# 中小企業技術革新研究プログラム
中小企業技術革新研究プログラム（Small Business Innovation Research、SBIR）は、アメリカ合衆国連邦政府がアメリカ中小企業庁とともに実施しているプログラムで、特定の中小企業の研究開発（R&D）を支援することを目的としている。

## 制定の背景、起源と目的

### 背景
従業員数500人未満の技術系企業は非常に革新的である傾向があり、イノベーションは米国の経済的幸福にとって不可欠であるにもかかわらず、これらの企業は政府の研究開発活動において十分な存在感を示していないという信念に基づいて、議会はこのイニシアチブを支持した。政府機関のSBIRプログラムは、大企業との契約が優先されると考えられていたことを補うために、政府の研究開発予算の一部をこの分野に保証するものである。

### SBIRの起源と目的
1982年に中小企業技術革新開発法（Small Business Innovation Development Act of 1982）が制定された。この法律で4つの主要な目的が定められ、その目的の達成のために連邦政府と中小企業は協力して以下のことを行うとした。
- 技術革新を促進する。
- 連邦政府の研究開発ニーズを満たすために中小企業を活用する。
- マイノリティや不利な立場にある人々の技術革新への参加を促進する。
- 連邦政府の研究開発から生まれたイノベーションの民間商業化を促進する。

創設者のローランド・ティベッツ（Roland Tibbetts）は、SBIRプログラムは「初期のイノベーションのアイデア、ベンチャー企業等の民間の発明者にはリスクが高すぎるアイデアに資金を供給すること」だと述べている。SBIRプログラムにおいて、「中小企業」とは、営利を目的とし、500人未満の従業員であり、アメリカ合衆国の市民権か永住権を持つ1人か複数人の個人が少なくとも51％所有している企業とされている。2005年1月3日に施行された規則変更により、親会社がSBIRの全要件を満たしている適格企業の子会社も参加できるようになった。

### 関連プログラム
類似のプログラムである中小企業技術移転プログラム（STTR）は、中小企業とアメリカ合衆国の非営利の研究機関の間の官民交流を活性化し、関係政府機関の外部委託予算の3%を基金に用いるというものである。SBIRプログラムとSTTRプログラムの主な違いは、STTRプログラムでは、企業が助成金総額の最低30％を助成される提携研究機関を持つ必要があることである。2014年現在、外部研究開発予算が10億ドルを超える連邦政府機関は、STTRプログラムに年間0.40%の積み立て金を使用して資金を提供することが義務付けられている。
Federal and State（FAST）は、SBIR提案書の作成と契約の管理において小規模企業を支援する、州ベースのビジネス指導・支援プログラムである。

## 実施の経緯

### 3段階での実施
目的を達成するための各省庁のSBIR活動は3段階で構成されている。第1段階は実現可能性評価と研究開発、第2段階は第1段階の研究開発の継続、第3段階で実用化となる。2010年までは、コンセプトの科学的または技術的なメリットと実現可能性を評価するために、6ヶ月間で最高10万ドルの第1段階の資金が提供されていた。2010年3月30日付で、中小企業庁（SBA）は政策指令を発表し、第1段階の授与額を15万ドルに増額した。このプロジェクトは、支援する組織が関心を持ち、その使命と一致するものでなければならない。
最初の努力の後に可能性を示したプロジェクトは、当初は最高75万ドル、現在は上記の政策指令に従って最高100万ドル、期間は1年から2年の第2段階で競うことができる。
第3段階の資金は、製品またはプロセスの商業化に向けられ、民間部門で創出されることが期待される。最終的な技術や手法が公共のニーズを満たすと政府が判断した場合には、連邦政府の資金が使用されることもある。Public Law 102-564は、SBIR提案を評価する際の追加要素として、商業的可能性を考慮するよう各省庁に指示した。
このプログラムはアメリカ合衆国議会によって定期的に再承認されなければならないが、再承認は通常、各新予算に含まれている。

### 根拠法の再承認、期限の延長
長年にわたり何度か再承認されたSBIRプログラムは、2008年9月30日に終了する予定であったが、Public Law 110-235により2009年3月20日まで延長された。Public Law 111-10では2009年7月31日まで、Public Law 111-66では2009年10月31日まで延長された。Public Law 111-89では2010年1月31日まで、Public Law 111-214は2010年9月30日まで、Public Law 111-251は2011年1月31日まで延長された。Public Law 112-1は、2011年5月31日までの追加延長を規定した。
アメリカ合衆国第112議会では、SBIRプログラム（および中小企業技術移転研究（STTR）プログラム）の再承認と変更を行う法案が、H.R. 447、H.R. 448（2011年1月26日提出）、H.R. 449、S. 493（2011年3月9日、上院中小企業・起業家委員会から報告）、H.R. 1425（2011年4月7日提出）など、いくつか提出された。さらに、2012年のアメリカ国防授権法（Public Law 112-81）によって2017年度まで再承認された。
キム・ヤング議員（共和党、カリフォルニア州選出）とアンジー・クレイグ議員（民主党、ミネソタ州選出）は、SBIRプログラムを再承認するためのSCORE for Small Business Act of 2022をアメリカ合衆国第117議会のH.R.447として提出し、同プログラムの1,350万ドルを2年間再承認し、Small Business Administration（SBA）が資金の乱用や不正使用を防止することを保証し、中小企業により良いサービスを提供するために、オンライン・ウェビナー、電子メンタリング・プラットフォーム、オンライン・ツールキットを提供するカウンセリング・トレーニング・プログラムを拡大した。
研究開発予算のうち、中小企業に助成される予算の過去の最低パーセンテージは以下の通りである：
- 1997年度から2011年度までは、当該予算の2.5％、
- 2012年度は当該予算の2.6％
- 2013年度は当該予算の2.7％
- 2014年度は当該予算の2.8％
- 2015年度は当該予算の2.9％
- 2016年度は当該予算の3.0％
- 2017年度以降は当該予算の3.2％である。

連邦機関は、これらの最低割合を超えることができる。

## 助成方法
資金提供は大別すると、公共調達等を前提とした委託契約（Contract）と補助金交付（Grant）の2通りで行われる。助成を受けるプロジェクトは、商業化の可能性があり、米国政府の特定の研究開発ニーズを満たすものでなければならない。
全ての連邦政府機関は外部委託研究予算の2.5%を中小企業への研究助成に用いるように定めており、支援資金は1億ドルを超える学外研究予算を持つ11の連邦政府機関の学外（研究開発）予算総額の一定割合を配分することで得られる。毎年約25億ドルがこのプログラムを通じて助成される。アメリカ国防総省（DoD）は、このプログラムにおける最大の機関であり、毎年約10億ドルのSBIR助成金を助成している。国防総省からの助成金の半分以上は25人未満の企業、3分の1は10人未満の企業に助成されている。5分の1はマイノリティまたは女性が経営する企業である。歴史的に、助成金を受け取る企業の4分の1は、初めて助成金を受け取る企業である。
2021年4月、国防総省はSBIRの受領者に対するデューディリジェンスの欠如について報告し、中国人民解放軍とつながりのある企業への資金提供を許可した。2022年、このプログラムは「中華人民共和国を含む懸念されるあらゆる外国」とつながりのある企業に対する追加の情報開示要件とともに再承認された。

## プログラム参加機関
研究開発のための学外予算が1億ドルを超える各連邦機関は、SBIRプログラ ムに参加し、2017会計年度およびそれ以降の各会計年度において、当該予算の少なくとも 3.2％を確保しなければならない。2010年には、11の連邦機関にまたがるSBIRプログラムが、商業化につながる技術革新の研究のために、20億ドルを超える助成金と契約を米国の小規模企業に提供した。
2018年2月現在、SBIRプログラムは以下の機関で実施されている。
- アメリカ国防総省（13の部門に分かれている）[21][22]
  - 陸軍省
  - 海軍省
  - 空軍省
  - Chemical and Biological Defense
  - 国防高等研究計画局
  - 国防保健局（英語版）
  - 国防兵站局
  - Defense Microelectronics Activity
  - 国防脅威削減局
  - ミサイル防衛局
  - 国家地理空間情報局
  - 国防長官府
  - 特殊作戦軍

- アメリカ合衆国教育省[23]
- アメリカ合衆国エネルギー省[24]
- アメリカ合衆国保健福祉省（アメリカ国立衛生研究所）[25]
- アメリカ国土安全保障省[26]
- アメリカ合衆国運輸省[27]
- アメリカ合衆国環境保護庁[28]
- アメリカ航空宇宙局[29]
- アメリカ国立科学財団[30]
- アメリカ合衆国農務省（国立食品農業研究所（英語版））[31]
- アメリカ合衆国商務省
  - アメリカ国立標準技術研究所[32]
  - アメリカ海洋大気庁[33]

## SBIRの評価
全国中小企業者協会のメンバー協議会であるSmall Business Technology Council は、「SBIRの成果の中で最も良い企業、プロジェクト、組織、個人を表彰する」ティベッツ賞を毎年選定している。

## 日本の政策への影響
日本政府は1999年、大学の研究成果の実用化を後押しする「中小企業技術革新制度」を整えた。米国が70年代の不況の反省を受け、研究者の起業を支援するために1982年に創設した「SBIR（スモール・ビジネス・イノベーション開発法）制度」に倣った。しかし、日本の場合は既存の中小企業向け補助金の看板をすげ替えたケースが多かった。
米国のように成長企業の育成やイノベーションの創出につながっていないなど、様々な課題があることも明らかになってきた。そこで、2021年度、「科学技術・イノベーション創出の活性化に関する法律」に根拠規定を移管し、SBIR制度を真にイノベーション創出に寄与する制度とするための抜本的な改革を行った。